# Seni Pramoj
Seni Pramoj (en tailandés: หม่อมราชวงศ์เสนีย์ ปราโมช) (* Bangkok, 26 de mayo de 1905 - Bangkok, 28 de julio de 1997) fue un político de Tailandia, líder del Partido Demócrata, primer ministro del país en tres oportunidades.

## Biografía

### Primeros años y educación
Seni Pramoj nació en Tailandia, el 26 de mayo de 1905. Hijo de HSH Príncipe Khamrob y Mom Daeng (Bunnag). Fue  educado en el Trent College en Derbyshire antes de obtener un segundo diploma en Derecho por el Worcester College, Oxford. Continuó sus estudios en Gray's Inn de Londres, recibiendo los máximos honores. Luego regresa a Tailandia para estudiar Derecho tailandés, luego de seis meses de entrenamiento en la Corte Suprema, empezó a trabajar en la Corte de Justicia Civil. Más tarde, fue transferido al Ministerio de Relaciones Exteriores siendo enviado a los Estados Unidos llegando a ser Embajador tailandés en Norteamérica.

### Carrera política
Seni llegó a ser primer ministro desde el 17 de septiembre de 1945, fecha en que el regresó a Bangkok.

| Predecesor: Tawee Boonyaket | Primer ministro de Tailandia 1945 - 1946 | Sucesor: Khuang Abhaiwongse |

| Predecesor: Sanya Dharmasakti | Primer ministro de Tailandia 1975 - 1976 | Sucesor: Kukrit Pramoj |

| Predecesor: Kukrit Pramoj | Primer ministro de Tailandia 1976 | Sucesor: Tanin Kraivixien |